# اليوم الألماني الفرنسي
اليوم الألماني الفرنسي (بالألمانية: Deutsch-Französischer Tag وبالفرنسية: Journée franco-allemande ) هو عيد سنوي يحتفل به في ألمانيا وفرنسا. يتم الاحتفال به بشكل رئيسي في المؤسسات مثل المدارس وينتج عنه أيضًا أحداث مثل تبادل الطلاب، حيث يشارك الطلاب الفرنسيون والألمان في أنشطة مختلفة.  

## تاريخ

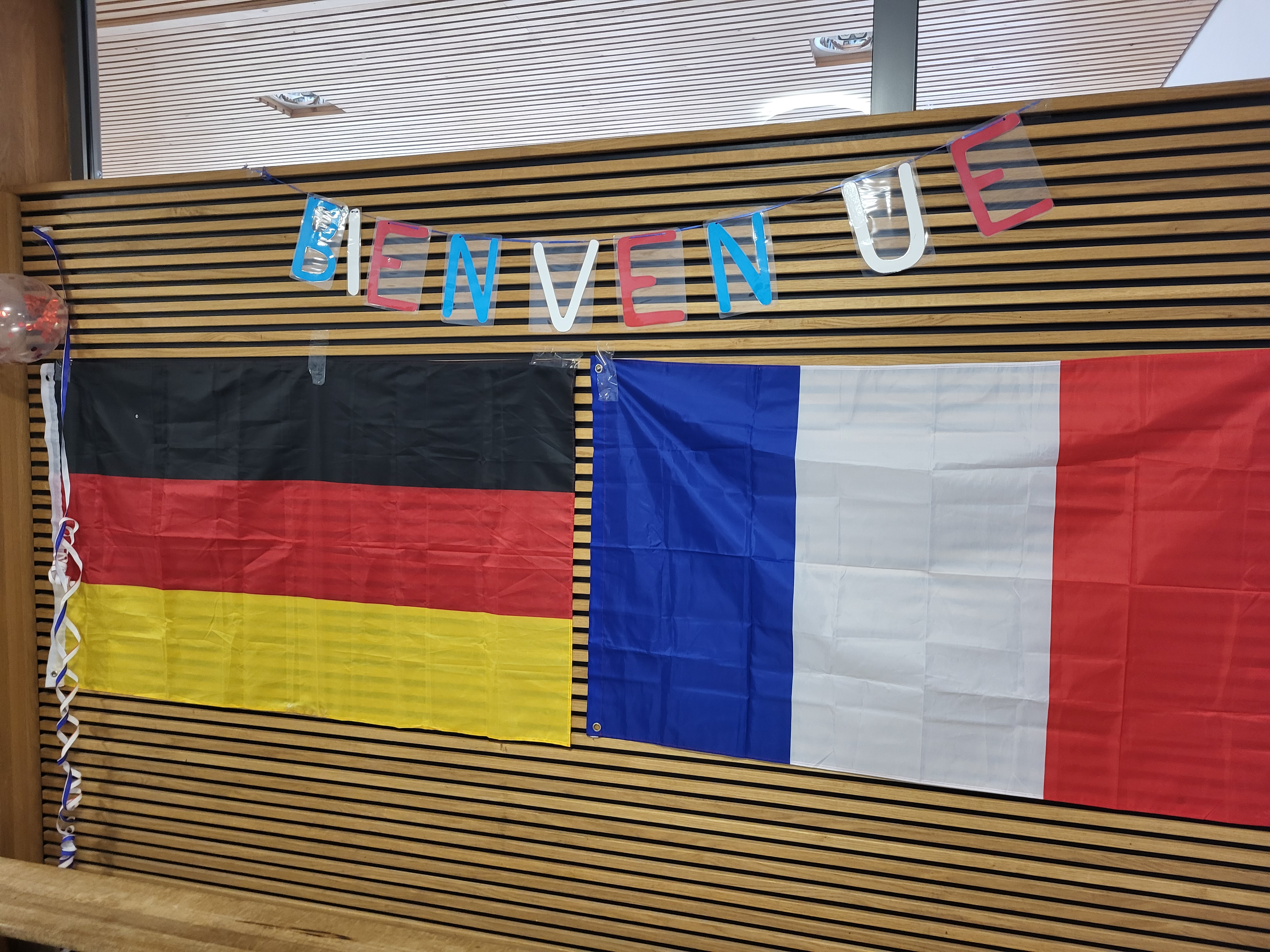
زينة في مدرسة المانية

قام الرئيس الفرنسي جاك شيراك والمستشار الألماني غيرهارد شرودر بتقديم اليوم الألماني الفرنسي في الذكرى الأربعين لتوقيع معاهدة الإليزيه في عام 1963. تنص المادة 16 من الإعلان المشترك للحكومتين الصادر في 22 يناير/كانون الثاني 2003 على ما يلي:
"نعلن يوم 22 يناير باعتباره "اليوم الألماني الفرنسي". ونأمل أن يتم تخصيص هذا اليوم في المستقبل في جميع مؤسسات أنظمتنا التعليمية لتقديم علاقاتنا الثنائية، وتعزيز اللغة الشريكة، وتوفير المعلومات حول برامج التبادل والاجتماعات، فضلاً عن فرص الدراسة والتوظيف في البلد الشريك." 
وتعتبر وزارتا الخارجية في كلا البلدين، ووزارتي الثقافة والتعليم في كلا البلدين من المساهمين الرئيسيين في تنفيذ اليوم الفرنسي الألماني. لكن التزام المدارس والمبادرات الخاصة لا يقل أهمية عن التزام الوزارات.
في اليوم الألماني الفرنسي عام 2019، وقعت المستشارة الألمانية أنغيلا ميركل والرئيس الفرنسي إيمانويل ماكرون معاهدة آخن، والتي تضمنت خطوات مختلفة لتعزيز العلاقات الألمانية الفرنسية.